# Тихомир Челановић
Тихомир Челановић (Београд, 7. децембар 1977) је српски стрипар и илустратор који објављује у Србији, Француској и Италији. Најпознатији стрипови су му серијали „Еудора“ и „Le Diurne“. На француском тржишту ради под псеудонимом „Tiho“.
Одрастао је у Котору. Завршио је Факултет примењених уметности и дизајна у Београду. Илустровао је десетине књига, укључујући и серијал сликовница о Мишку, за кућу „Креативни центар“ из Београда.
Имао је више самосталних изложби у Котору, Београду, Нишу, Новом Саду, Ангулему и Паризу.

## Стрипографија (избор)

### Албуми и засебна издања
- Кфатолиперазус (фанзин-самиздат), Београд, 1997.
- , „“, Италија, 2001.
- , „“, Италија, 2001.  977-17-2126400-2 неважећи
- Еудора: Свитањем почиње звук, „Мах“, Београд, 2001.  86-83443-10-8
- , „“, Француска, 2005. Сценарио: Delphine Rieu.  2-84946-158-X
- (по мотивима истоименог филма), „Septieme choc“, Француска, 2008. Супервизија: Лик Бесон; сценарио: Кристијан Цвејић алијас Dikeuss; боје Никола Витковић; асистенција Синиша Бановић.  978-2-910753-73-3.
- Стрип Тихомира Челановића (каталог изложбе), „Poseydon“ / Павиљон Спасић, Београд, 2008.
- Вековници II: Пасји животи, „Систем Комикс“, Београд, 2008. Сценарио: Марко Стојановић, цртачи: Владимир Алексић, Челановић и др.  978-86-84687-55-7.
- Вековници 0: Бајка и друге истине, „Систем Комикс“, Београд, 2010. Сценарио: Марко Стојановић, цртачи: Рајко Милошевић, Себастијан Чамагајевац, Челановић и др.  978-86-84687-78-6.
- , "", Француска, 2011. Сценарио: Éric Corbeyran; боје Никола Витковић.  978-2-35648-232-7.
- Модерна митологија рађа свакаква чудовишта, „Моро“ и „Систем Комикс“, Београд, 2013.  978-86-89309-06-5.

### Часописи
Радове је објављивао у часописима: Политикин Забавник, Стрипер, Лавиринт, Багер, Звоно, Велико двориште, Патагонија, Графичка завера, Стрип пресинг, Стрип вилајет, Време (Србија), као и AARGH! (Чешка република) и NONZI (Италија).

## Критичка рецепција
Растко Ћирић: „Док читамо, поглед нам се лепи за мноштво детаља, за вешто осмишљене ликове, за богато ткање позадине, али, на срећу, прича нас тера да се отргнемо и наставимо да летимо заједно са Морцином и јунацима кроз чаробну атмосферу Челановићевог органског микросвета.“
Зоран Стефановић: „За разлику од већине колега који су у стрипу увек били склонији кичмењацима, лиризовани Челановић у својој страсти ка бубама, постаје истински уметнички ентомолог и бубљи психолог. Карикатурална стилизација је префињена и развијена, љупка и филигранска, баш као што је то и емотивни свет Еудоре“.

## Награде и признања
- Прва награда на конкурсу „La città 2000“, Торино, Италија, 2000.
- Награда „Невен“, за илустрације књиге Басне Радомира Путниковића, 2007.
- , Међународни салон стрипа, Београд 2010. за стрип „Борис Багецки – А ти као не знаш“